# Mount Dana
Mount Dana is een 3981 meter hoge berg in het Yosemite National Park in Californië, Verenigde Staten. Het is de op een na hoogste berg in het park. De hoogste berg is daar de Mount Lyell met 3999 meter. De Mount Dana is de hoogste berg in het Yosemite National Park die eenvoudig te beklimmen is. Die berg is vernoemd naar James Dwight Dana, die een professor in de geologie aan Yale College was.
De berg bestaat uit prebatholitisch rots, een meestal roodachtig metamorf gesteente, dat werd samengesteld door metavolkanisch magma uit het Mesozoïcum. Vanaf het noorden gezien bestaat de Mount Dana bestaat uit een kleine, terugtrekkende gletsjers bekend als de Dana Glacier. De Dana Meadows liggen aan de voet van de berg. Vanaf de top, heeft men een mooi uitzicht over Dana Meadows, Mono Lake, en vele andere bergen.

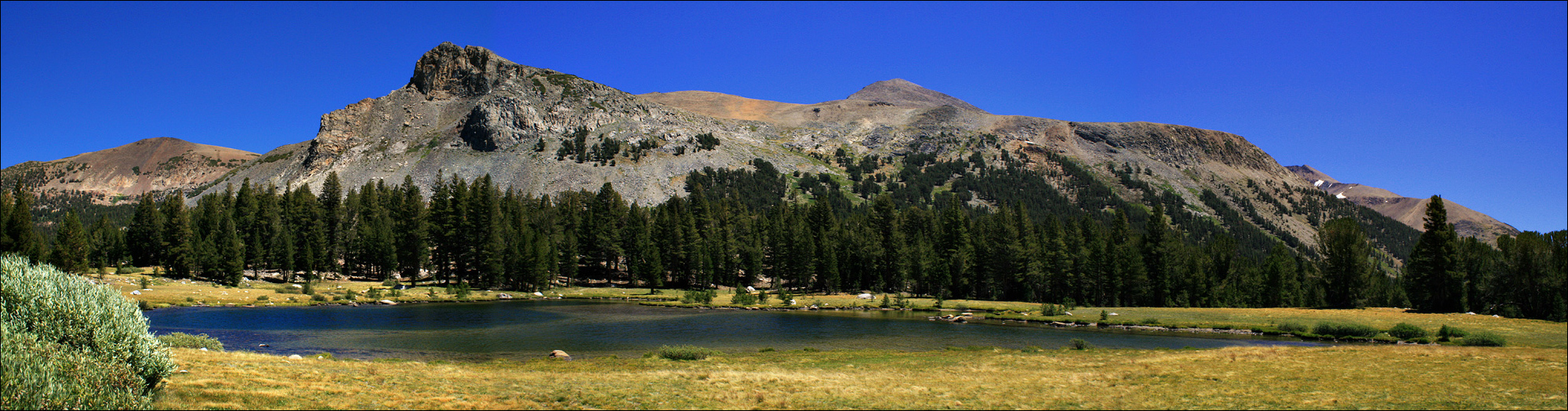
Panoramische foto van de Mount Dana, genomen van de Tioga-bergpas.

Bezienswaardigheden: Bridalveil Fall · Cathedral Lakes · Cathedral Peak · Chilnualna Falls · Clouds Rest · El Capitan · Emerald Pool · Glacier Point · Grand Canyon of the Tuolumne · Grizzly Giant · Half Dome · Hetch Hetchy · Horsetail Fall · John Muir Trail · Mariposa Grove · Merced Grove · Merced River · Mount Conness · Mount Dana · Mount Lyell · Mount Starr King · Nevadawaterval · Ostrander Lake · Pacific Crest Trail · Sentinel Dome · Sentinel Rock · Tenaya Canyon · Tenaya Lake · Tunnel View · Tuolumne Grove · Tuolumne Meadows · Tuolumne River · Vernalwaterval · Wawona Tunnel Tree · Yosemite Valley · Yosemitewaterval

Bebouwing: Ahwahnee Hotel · Badger Pass Ski Area · Camp 4 · Curry Village · Glacier Point Hotel · Housekeeping Camp · LeConte Memorial Lodge · Pioneer Yosemite History Center · Rangers' Club · Parsons Memorial Lodge · Wawona · Wawona Hotel · Yosemite Valley Chapel · Yosemite Valley Lodge · Yosemite Village

Vervoer: SR 41 · SR 120 · SR 140 · Wawona Tunnel · Yosemite Area Regional Transportation System

Personen: Ahwahnechee · Chief Tenaya · Frederick Law Olmsted · Galen Clark · John Conness · John Muir · Sierra Miwok · Stephen Mather · Robert Underwood Johnson